# Domani splenderà il sole
Domani splenderà il sole (A Kid for Two Farthings) è un film del 1955 diretto da Carol Reed.

## Trama
In un affollato rione londinese brulicante di negozi e attività commerciali, Sam - un culturista che sogna di apparire in copertina di una rivista del settore - è apprendista presso la sartoria di Avrom Kandinsky, ed è il fidanzato di Sonia, che lavora in una merceria. Il loro matrimonio tuttavia viene sempre rimandato, per difficoltà economiche: Sam non ha mai abbastanza denaro per comprare un anello di fidanzamento per Sonia, con gran disappunto della ragazza, e tantomeno la coppia può permettersi di metter su casa.
Joanna, il cui marito si trova in Sudafrica da qualche anno in cerca di fortuna, lavora al mercato per sbarcare faticosamente il lunario nella protrattasi attesa del suo ritorno, e il loro figlioletto Joe, di 6 anni, è spesso nella bottega di Kandinsky, che lo ammaestra sulle difficoltà della vita avendo sempre cura di rispettare la fantasia innocente, altruistica ed ottimista del bambino. È in una di queste conversazioni che Kandinsky, rispondendo ad una curiosità di Joe, gli parla degli unicorni: di come un tempo fossero più numerosi, del fatto che i pochi rimasti si fossero rifugiati in Africa, di come un unicorno permetta magicamente di soddisfare i desideri (fra i quali quello di Kandinsky stesso di avere una stiratrice automatica a vapore, che faciliterebbe di molto il suo lavoro permettendo anzi all'impresa di allargarsi).
Joe è amante degli animali, ma non molto fortunato con essi: quando il suo pulcino muore, e Kandinsky gli dà una moneta per comprarsi un cagnolino, Joe, con essa (e svuotando il proprio salvadanaio) si ripromette di comprare un unicorno, se la sorte avesse consentito di trovarne ancora uno a Londra. Quando Joe, quel giorno, esce in strada, trova al mercato una persona che gli vende – per tutto il danaro che il bambino ha racimolato - una capretta mingherlina, verosimilmente in cattivo stato di salute, ma che ha la particolarità di avere un solo corno quasi in mezzo alla testa: Joe ha dunque il suo unicorno! E comincia ad esprimere desideri: l'anello per Sonia, il papà di ritorno dall'Africa, la prima pagina per Sam, la stiratrice automatica per Kandinsky.
Buona parte dei desideri – non tutti - si realizzano quando Sam accetta di prendere parte ad alcuni combattimenti di wrestling, nell'ultimo dei quali riesce a sconfiggere il grande, grosso ed arrogante lottatore Python, ricavandone una borsa (un guadagno) ragguardevole che permette appunto di far fronte alle varie spese necessarie.
Mentre si svolgevano le battute finali dell'incontro di lotta, Kandinsky nota che l'"unicorno", da qualche tempo indisposto, è morto: ne nasconde il cadavere e, quando Joe ritorna dal ring, gli racconta che l'animale è tornato in Africa, lasciando al suo capezzale una sterlina, per il bambino. Poi, solitario e non visto da nessuno, Kandinsky si incammina per la strada notturna e deserta recando in braccio il corpicino della capretta e intonando sommessamente il Chad Gadya.